# Barichneumon soror
Barichneumon soror är en stekelart som först beskrevs av Cresson 1864.  Barichneumon soror ingår i släktet Barichneumon och familjen brokparasitsteklar. Inga underarter finns listade.